# Amauropilio
Genre
Amauropilio est un genre fossile d'opilions eupnois de la famille des Sclerosomatidae.

## Distribution
Les espèces de ce genre ont été découvertes dans la formation Florissant au Colorado aux États-Unis. Elles datent Paléogène.

## Liste des espèces
Selon World Catalogue of Opiliones (17/05/2021) :
- Amauropilio atavus (Cockerell, 1907)
- Amauropilio lacoei (Petrunkevitch, 1922)

## Publication originale
- Mello-Leitão, 1937 : « Distribution et Phylogénie des Faucheurs Sud-Américains. Comptes Rendus du XIIe Congrès Internacional de Zoologie (Lisboa, 15–21 Sept. 1935). » Arquivos do Museu Bocage, vol. 6, p. 1217–1228.